# Pieńki Dubidzkie
Pieńki Dubidzkie – część wsi Dubidze w Polsce, położona w województwie łódzkim, w powiecie pajęczańskim, w gminie Nowa Brzeźnica. Wchodzi w skład sołectwa Dubidze.
W miejscowości jest przystanek kolejowy Pieńki Dubidzkie. W latach 1975–1998 Pieńki Dubidzkie administracyjnie należały do województwa częstochowskiego.